# 新争取社会主义运动

新争取社会主义运动标志

新争取社会主义运动（西班牙語：Nuevo Movimiento al Socialismo，缩写为Nuevo MAS）是阿根廷的一个托洛茨基主义政党。2003年，争取社会主义运动的一些前成员组建该党。该党的意识形态是马克思主义、托洛茨基主义，政治立场是左翼，总书记是赫克托·赫伯林，领袖是曼努埃拉·卡斯塔涅拉，总部位于布宜诺斯艾利斯，出版刊物《社会主义还是野蛮主义》。2021年，该党有45982名成员。